# نیکوپل
نیکوپل (انگلیسی: Nikopol) شرکت فولاد اوکراینی است، که در سال ۱۹۵۸ تأسیس شد.